# 2005年アジア野球選手権大会日本代表
2005年アジア野球選手権大会日本代表（2005ねんアジアやきゅうせんしゅけんたいかいにっぽんだいひょう）は、2005年5月に宮崎市・サンマリンスタジアム宮崎において行われた第23回アジア野球選手権大会に出場するために選出された野球の日本代表チームである。本大会の上位チームは9月の第36回IBAFワールドカップに出場することができる。すなわち本大会はワールドカップのアジア予選として位置づけられている。

## 概要
プロ野球はちょうど初めて行われる交流戦が行われる時期に当たるということで、この代表チームは社会人19人、大学生1人で選出された。

## 代表メンバー
No.は背番号。所属や年齢は選出当時。
| 位置   | No. | 氏名       | 所属            | 年齢 |
| ------ | --- | ---------- | --------------- | ---- |
| 監督   | 30  | 杉本泰彦   | 日本通運        | 45   |
| コーチ | 31  | 村上文敏   | JFE西日本       | 42   |
| コーチ | 32  | 坂口裕之   | 新日本石油ENEOS | 39   |
| 投手   | 11  | 磯村秀人   | 東芝            | 27   |
| 投手   | 13  | 竹林俊行   | 東亜大学        | 21   |
| 投手   | 15  | 高宮和也   | ホンダ鈴鹿      | 23   |
| 投手   | 17  | 齊藤信介   | NTT西日本       | 23   |
| 投手   | 18  | 高崎健太郎 | 日産自動車      | 19   |
| 投手   | 19  | 谷村逸郎   | 三菱ふそう川崎  | 30   |
| 投手   | 20  | 松井光介   | JR東日本        | 26   |
| 捕手   | 22  | 安田真範   | 東芝            | 29   |
| 捕手   | 23  | 佐伯亮     | ホンダ          | 26   |
| 捕手   | 27  | 高根澤力   | 三菱ふそう川崎  | 31   |
| 内野手 | 1   | 伊藤祐樹   | 日産自動車      | 32   |
| 内野手 | 5   | 草野大輔   | ホンダ熊本      | 28   |
| 内野手 | 6   | 多幡雄一   | ホンダ          | 22   |
| 内野手 | 9   | 松岡淳     | シダックス      | 31   |
| 内野手 | 10  | 鈴木勘弥   | 三菱重工長崎    | 30   |
| 内野手 | 14  | 西郷泰之   | 三菱ふそう川崎  | 32   |
| 外野手 | 7   | 池邉啓二   | 新日本石油ENEOS | 22   |
| 外野手 | 8   | 佐々木正詞 | 日本生命        | 24   |
| 外野手 | 24  | 中村真人   | シダックス      | 23   |
| 外野手 | 28  | 藤井淳志   | NTT西日本       | 23   |

## 大会戦績
（会場はすべてサンマリンスタジアム宮崎。）

### 予選リーグ
- 第1戦（5月19日）　日本 7-0 フィリピン
- 第2戦（5月21日）　日本 10-3 中国
予選Aブロック全勝で1位決定戦に進出。

### 決勝戦
- 決勝戦（5月22日）　日本 11-2 チャイニーズ・タイペイ
アジア選手権金メダルを獲得。（2回連続13回目優勝）

## 日本代表からの表彰選手
- 最優秀選手賞　草野大輔
- 首位打者賞　高根澤力